# Wolfgang Schulze
Wolfgang Schulze (født 7. december 1940 i Berlin) er en forhenværende cykelrytter fra Tyskland. Han kørte både landevejs- og banecykling, og var aktiv fra 1961 til 1978.
Han har vundet sølv og bronze ved de tyske mesterskaber i landevejscykling.
Schulze stillede til start ved 135 seksdagesløb, og vandt de ti. Ved seksdagesløbet i Herning i 1975 kom han på andenpladsen med makker Klaus Bugdahl.